# 비파 (악기)

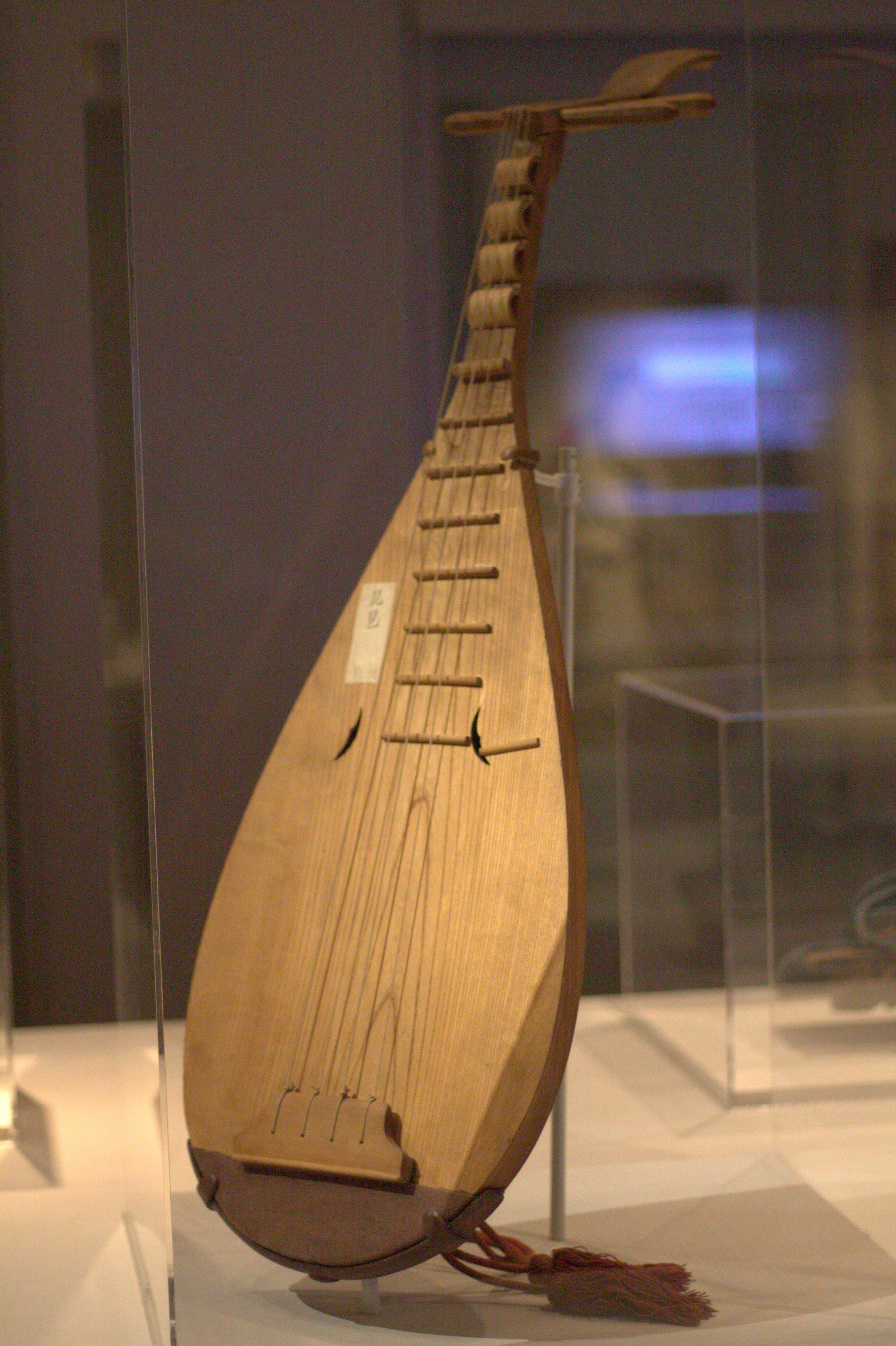
1893년 시카고 세계 박람회에 출품되었던 비파

비파(琵琶)는 한국, 중국, 일본 등지에 퍼져 있는 발현악기로서 한국의 비파는 향비파(鄕琵琶)와 당비파(唐琵琶)로 나뉜다.  당비파는 중국으로부터 널리 퍼져나갔으나 본래 중국의 악기는 아니고 서역에서 유입된 것으로 보인다. 
한국에서 비파는 1930년대까지 많이 사용되는 악기였고. 하지만 1930년대 이후로 비파는 거의 명맥이 끊어졌다가 1988년 이성천 교수의 개량으로 부활했다.

## 종류

### 향비파
향비파는 타원형의 울림통과 곧은 목을 지닌 5현의 비파이고, 대나무로 된 술대(匙)로 연주한다. 거문고, 가야금과 함께 신라 삼현삼죽(三絃三竹)의 하나이다. 향비파는 고구려에서 서역으로부터 들여와 사용하다가 신라까지 전해진 것으로서 향비파라는 이름은 당비파와의 구분을 위해 붙여진 이름이다. 갸름하고 둥근 통 한 끝에 길고 가는 목이 있고, 여기에 괘를 붙이고 목 끝과 통에 5개의 줄을 매어 술대로 탄다. 이조 중기까지 노래와 춤의 반주로 쓰여왔으나 지금은 거의 쓰는 일이 없다. 거문고·가야금과 더불어 신라(新羅) 삼현(三絃)에 들던 악기이나, 원래 서역지방 악기가 고구려를 통하여 들어온 것으로 추측된다. 통은 타원형인데, 앞면은 오동나무, 뒷면은 밤나무를 쓴다. 당비파는 목이 굽었으나 향비파는 목이 곧다. 괘는 12개이고 줄은 5개이다. 연주법은 가슴에 비파를 안고 왼손으로 목 밑을 쥐어 손가락으로 괘를 짚고 오른손으로 술대를 쥐고 탄다. 이조 말기부터 술대가 없이 손가락으로 타기 시작했다. 조현법은 평조조현법(平調調絃法)과 계면조조현법(界面調調絃法) 각각 일곱 가지가 있었다.

### 당비파
대체적인 모양은 향비파와 같지만 목이 구부러졌으며 현의 개수도 4현인 비파이다. 남북국시대 때 중국으로부터 들여왔을 것으로 추정되나 정확한 문헌은 고려사의 문종 30년 때 기록에 처음 나타난다. 고려시대 때는 당악에만 사용되었으나 조선시대에 들어서 향악에서도 사용되었다. 갸름하고 둥근 통 한 끝에 길고 가는 목이 있고, 여기에 괘를 붙이고 목 끝과 통에 4개의 줄을 매어 발목(撥木)으로 탄다. 중국에서 들어왔으나 그 근원은 서역에 있다. 고려 문종 때 보였던 것이 당비파에 대한 한국의 최고기록이다. 고려시대에는 당악에 쓰였으나, 조선에 와서 당악은 물론 향악에서도 많이 쓰였다. 지금은 거의 쓰는 일이 없다. 통은 타원형인데, 앞면은 두충 혹은 노목(蘆木)을 쓰고, 뒷면은 화리(華梨) 또는 철양(鐵楊)을 쓴다. 향비파는 목이 곧고 줄이 5개이나, 당비파는 목이 굽어 있고 줄이 4개이다. 괘는 10개이다. 넓고 얇은 발목(撥木)으로 탔었으나 조선 말기부터 손으로 타기 시작했다. 연주법은 가슴에 비파를 안고 왼손으로 목 밑을 쥐어 손가락으로 괘를 짚고, 오른손으로 발목을 쥐고 탄다. 조현법은 당악식과 향악식이 있다.

## 같이 보기
- 피파(Pipa): 중국의 비파
- 비와(Biwa): 일본의 비파